# Forsyth Peak
Forsyth Peak är en bergstopp i Antarktis. Den ligger i Östantarktis. Nya Zeeland gör anspråk på området. Toppen på Forsyth Peak är 1 500 meter över havet, eller 200 meter över den omgivande terrängen. Bredden vid basen är 2,3 km.
Terrängen runt Forsyth Peak är bergig åt sydväst, men åt nordost är den kuperad. Trakten är obefolkad. Det finns inga samhällen i närheten. 